# 皇太子
皇太子（こうたいし/ひつぎのみこ/もうけのきみ）、王太子（おうたいし）は、皇位、帝位、国王の第一継承者を指す語であり、称号。
現代日本の皇室においては皇室典範（昭和22年法律第3号）第8条により「皇嗣たる皇子を皇太子という」と定義され、他の条文と併せ、同法に基づいて「皇太子」の称号を受けるのは『今上天皇の皇子』が皇嗣である場合のみとなる。
より広義には、日本の皇室における天皇位だけでなく、国外の君主国の王室における君主位（王位等）の法定推定相続人の称号（例：英: Crown Prince）の対訳として使われる。女性君主を容認している場合は、法定推定相続人である女子の称号（例：英: Crown Princess）の対訳にも用いられる。

## 語義

### 字義
字義として『子』は、広義では"親から生まれたもの"を指すが、狭義では“親から生まれた男”（すなわち息子、男子）を意味する（詳細は子、Wikt:子を参照）。
また、『太子』・『世子』は、古代中国において長子や後継者を指す語である。
したがって、語義としては、「皇太子」とは、次期皇位継承者の第一順位にあたる「皇帝の男子」のことであり、特に日本では「天皇の男子」 のことである。現代日本では皇室典範第8条に基づき「皇嗣たる皇子」と定義されている。

### 日本における語義の成立
後述の通り（#「皇太子制」の成立）第39代天智天皇は大友皇子に、第40代天武天皇は草壁皇子に、それぞれ皇族中最上位の地位を与えたが、飛鳥浄御原令の成立以降である第41代持統天皇は孫の珂瑠皇子を立太子を経て皇太子とした上で譲位した。日本における「皇太子制」は律令制と密接に関連して成立した。こうした時代背景の下で編纂された『日本書紀』（養老4年（720年）完成）には下記1の用例が多い。しかし下記2の用例も、『日本書紀』中に4点、また、古代中国：隋の『隋書』に1点存在する。
1. 「太子」＝皇太子
2. 「太子」＝長子

さらに、同時代に編纂された『古事記』には10例の皇族男子に「太子」の語が用いられ、上記2の用例が圧倒的に多いものの、長子に限定しない全く異なる用例も見られる。「太子」、また『古事記』における類似語である「大兄」は、それぞれ長子の意味を本源としながら「（皇太子制確立以前の）皇位後継者」の意味を派生させる場合が少なくないと考えられている。
なお『日本書紀』『古事記』『隋書』における上記2の用例における「長子」の記述は、具体的には全て「（天皇又は皇帝の）長子である男性」を指している。このような中、事実上“天皇の長男”が想定されている「皇太子」位に、女子である阿部内親王が就いたことは反発もあったと考えられている（後述）。
この他『懐風藻』（天平勝宝3年（751年-752年）完成）では、僧侶行心が大津皇子に対し「太子骨法、不是人臣之相（太子の骨法、これ人臣の相にあらず）」と語りかけた逸話が収録されており、さらに派生した「皇位継承者に準じる有力者」の尊称として用いられている。

### 類例
（君主位である）王位継承の第一順位の王子（王男子）については、王太子（おうたいし）または王世子（おうせいし）のように言うこともある。
「○太子」の言葉自体がいずれ「○」の地位を継ぐ「（男の）子」を意味するため、君主の地位が王である場合には王太子の名称を用いる。君主の地位が大公・公・侯である場合、太子ではなく世子を用いる。ただし、モンゴル侵攻後の高麗・李氏朝鮮では、君主の地位は王であるが、中国（明→清）との冊封関係下にあり「世子」を用いた（詳細は中国朝鮮関係史を参照）。また、韓国併合後も日本の王公族として、その後継者は「王世子」とされた（詳細は後述、#朝鮮を参照）。
また、女性の次期後継者に対し、漢字文化圏では「皇太女」（こうたいじょ）または「王太女」（おうたいじょ）と表記されることがある。実例としても、古代中国の唐の安楽公主について「『皇太女』に立てようという動きがあった」と『資治通鑑』等に記されている。また、近年の日本語の用例として「皇太王女」もある（詳細は後述、#ヨーロッパ大陸諸国の王太子・皇太子を参照）。
次期後継者が息子でなく弟である場合は「皇太弟」の語がある。孫に対しては、現代日本の皇室典範第8条では「皇嗣たる皇孫を皇太孫という」と定義される。これらの語の詳細は後述（→#皇太弟・皇太甥）。

### 日本における訳例、西洋の言語との差異
現在の日本では、マスメディアによる報道など、君主国の世継ぎについては、対象が次期国王や次期大公であっても「王太子」「大公世子」の語は用いず「皇太子」と呼ぶのが通例である（イギリス王室のウィリアム→呼称：ウィリアム皇太子）。ただしで日本国の皇太子とは異なり「さま」「殿下」などの敬称を付けない。
外務省では、「王国」「公国」や「性別」を区別せず、一律「皇太子殿下」の呼称で使用する。
これに対し、歴史上の人物については、慣例に従って「王太子」の語も用いられる。尤も、次期皇（王）位継承者が弟や孫であるなら、「皇（王）太弟」「皇（王）太孫」の語も存在するが、その地位を問わずもっぱら「皇太子」の名称が用いる。なお、西欧の言語においては、そもそも「皇帝か国王か」「子か孫か弟か」に応じた称号の使い分けは見られず、英語を例にすれば「英: Crown Prince」の語が用いられる。その代わり、性別によって称号が異なることが多く、女性の次期君主位継承者の称号は、英語を例にすれば「英: Crown Princess」の語が用いられるが、「Crown Princeの配偶者（妃）」にも同じ称号が用いられるので注意が必要である。
こうした西洋の言語と漢語・日本語の用法の違い等は、プリンスを参照。また、皇太子に相当する儀礼称号については後述（→#ヨーロッパ大陸諸国の王太子・皇太子）

### 日本における女性への用例、その評価
日本では、女性に対して用いられた（女性皇太子）のは阿部内親王（＝即位前の孝謙天皇）が唯一の例となっている。
立太子以降即位まで、『続日本紀』（延暦16年（797年）成立）は一貫して阿部内親王を「皇太子」と記している。

#### 孝謙・称徳天皇（阿部内親王）
天平元年（729年）、聖武天皇は安宿媛を立后し、その理由のひとつに「皇太子の母」であったことを挙げた。実際には基王は既に夭折しており、29歳の光明皇后は再び男子を出産する重責を負い、12歳の阿部内親王にも中継ぎとしての即位と不婚が想定された。しかし、男子が誕生せぬまま皇后が30代後半を迎え、天平10年（738年）1月13日、21歳の阿部内親王は立太子された。後述の通り、阿部内親王が立太子された時期は、皇太子の概念が確立された最初期にあたる。しかし先述（→#日本における語義の成立）の通り、従来「天皇の長男」を意味する「皇太子」位に、前例に反して皇女が就いたことは異例であり、皇太子として容認しない勢力もあった。
天平15年（743年）5月、宮中で皇太子阿部内親王は群臣を前に五節舞を舞った。文武天皇の子孫と新田部皇子の子孫の融和の象徴である天武天皇が創始した五節舞を皇太子が習得して披露したことは、「君臣、祖子の道理」を説くものとされ、阿部内親王の皇位継承の正統性をアピールし権威付けする催しであった。言い換えれば、史上初の女性皇太子の地位は盤石ではなかった。こうした中で「女性皇太子」を肯定するため、光明皇后（及び実家である藤原氏）の政治力が拡大した結果、前例や慣習と政治力との均衡が崩れ、次のような社会的混乱を招いた。
- 天平12年（740年）9月に発生した藤原広嗣の乱は、挙兵理由のひとつとして前例に反した阿部内親王の立太子があると指摘する見解がある[22]。
- 天平17年（745年）8月、難波行幸中の聖武天皇が重篤となると橘奈良麻呂はクーデターを画策し、佐伯全成を勧誘した際「猶無立皇嗣（なお皇嗣立たざる無し）」と発言している[23]。この「皇嗣」は、「皇太子阿部内親王」を否定するとする解釈[24]、「阿部内親王の次代の後継者」が不在であるとする解釈がある[25]。阿部内親王の即位後、天平勝宝9歳（757年）に奈良麻呂は叛乱を起こし、敗死した（橘奈良麻呂の乱）。

#### 以降の女性天皇
また、孝謙天皇以後の女性天皇の例として、寛永6年（1629年）11月8日の興子内親王の践祚（明正天皇）や、宝暦12年（1762年）7月27日の智子内親王の践祚（後桜町天皇）の二例があるが、いずれも立太子を経ていない。したがって、孝謙天皇以降、現代に至るまで女性が「皇太子」等の称号を得たことは無い。

#### 評価
孝謙天皇の例を踏まえて、2005年（平成17年）の小泉純一郎政権下での「皇室典範に関する有識者会議」報告書においては「天皇、皇太子、皇太孫という名称は、特に男子を意味するものではなく、歴史的にも、女子が、天皇や皇太子となった事実が認められる」とされ、「女子の場合も同一の名称を用いることが適当である」と結論付けられた。なお、同報告書は、安倍晋三政権下の2007年（平成19年）に白紙撤回されている。
一方、孝謙天皇（阿部内親王）の立太子に前後に生起した政情不安定の遠因は、前例があり律令で認められた「女性天皇（女帝）」ではなく、前例に反した「女性皇太子」の強引な出現による政治均衡の崩壊にあると考えられている。奈良朝政治史研究者の大友裕二は、この歴史的事実を踏まえ、現代皇室についても「（引用註：前例の）範囲を超えないように改善していく必要があるのではなかろうか」としている。

## 法的推定相続人
推定相続人（すいていそうぞくにん）は、君主位や爵位の継承において、「現在は継承権第1位であるが、将来自分より上位の継承権を持つ人物が生まれる可能性がある人物」をいう。典型的な例として、長子相続制における子のいない君主の弟・妹や、男子優先長子相続制における息子がいない君主の長女がある。
法定推定相続人（ほうていすいていそうぞくにん）は、「君主位や爵位の継承において、将来自分より上位の継承権を持つ人物が生まれる可能性がない継承権第一位の人物」をいう。典型的な例として、長男相続制および男子優先長子相続制における長男や、長子相続制における第一子がある。継承権第一位が確定しているという点では皇太子（王太子）と共通するが、「法定推定相続人」という単語は称号ではなくあくまで系図学的な用語であるため、本人への呼びかけなどとしては用いられない。

## 日本の皇太子

### 現在の定義
皇室典範第8条皇嗣たる皇子を皇太子という。皇太子のないときは、皇嗣たる皇孫を皇太孫という。

### 現在の皇太子
2019年（令和元年）5月1日に第126代天皇として即位した今上天皇（徳仁）には、皇子（皇男子）がいない。また皇嗣たる秋篠宮文仁親王も今上天皇の弟、すなわち皇弟であり、｢皇嗣たる“皇子”｣ではない。
そのため、現在「皇太子」の称号を受ける皇族はおらず、これは秩父宮雍仁親王の事例以来、現行の皇室典範下では初めてのことである。

### 概要

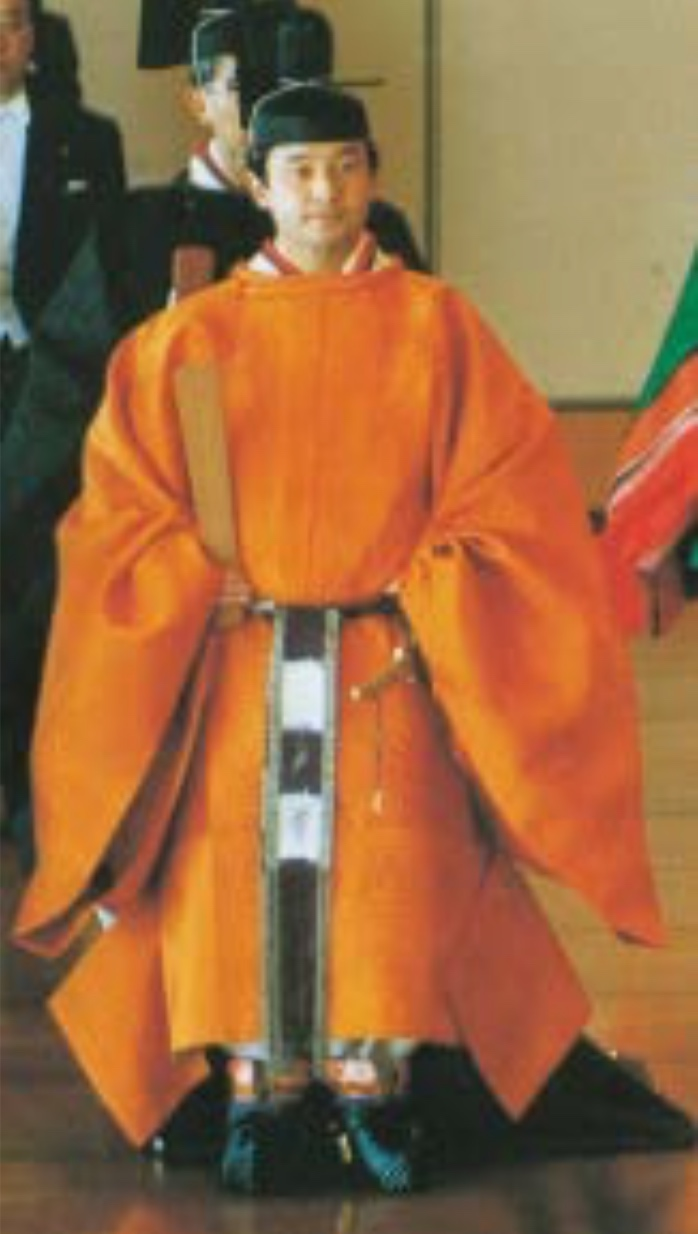
黄丹袍を着用した皇太子徳仁親王（当時）
1990年（平成2年）11月12日、即位礼正殿の儀にて

1889年（明治22年）、皇室の家内法として旧皇室典範が定められ、皇位継承順序が明文化された。この旧皇室典範15条では、「儲嗣タル皇子」を「皇太子」としていた。
1947年（昭和22年）に法律として定められた現行の皇室典範第8条前段では、「皇嗣たる皇子」が「皇太子」とされている。「儲嗣（ちょし）」もしくは「皇嗣（こうし）」は、いずれも皇位継承順第一位の者を指し、「皇子」とはこの場合、当代天皇の子で男子を指す。

皇位継承順序の変更は、「皇嗣精神若ハ身体ノ不治ノ重患アリ又ハ重大ノ事故アルトキ」（旧典範9条）、「皇嗣に、精神若しくは身体の不治の重患があり、又は重大な事故があるとき」（現典範3条）のみに皇室会議の議（旧典範下では皇族会議の議および枢密顧問への諮詢）により許されている。
成年の皇太子は、摂政就任順の第1位でもあり、1921年（大正10年）11月以降、1926年（大正15年）の大正天皇崩御まで当時の皇太子裕仁親王が摂政に就任した例がある。
「皇太孫」は皇太子不在の際の「儲嗣タル皇孫」（旧典範15条）、「皇嗣たる皇孫」（現典範8条後段）を言う。「儲嗣」もしくは「皇嗣」は、いずれも皇位継承順第1位を指し、「皇孫」とはこの場合、在位中の天皇の孫を指す。
皇太子、皇太子妃、皇太孫、皇太孫妃及び内廷にあるその他の皇族の日常の費用その他内廷諸費には内廷費が充てられる（皇室経済法第4条）。法律により定額が定められ、平成31年度・令和元年度（2019年度）一般会計予算における定額は3億2,400万円である。
皇太子に関する事務には宮内庁の内部部局の東宮職が置かれる（宮内庁法第六条）。東宮職は一般事務だけでなく皇太子、皇太子妃、さらにはその独立の生計を営んでいない未婚の子女の家政をおこなっている。職員は約50名ほど。料理人や運転手などの管理部の職員もあわせると60数名。
皇太子・皇太子妃は、天皇・皇后とは異なり原則的には団体の名誉総裁には着任しない。ただし、日本赤十字社の名誉副総裁などには着任する。なお、皇太子と皇太孫は皇族の身分を離れることができない（この規定は天皇の退位等に関する皇室典範特例法第5条の定めにより、今上天皇の皇嗣である秋篠宮文仁親王にも及ぶため、文仁親王についても、皇族の身分を離れることができない。）。
古代から、東宮（とうぐう・みこのみや）、春宮（しゅんぐう・はるのみや）、青宮（せいぐう・あおきみや）、日嗣の御子（ひつぎのみこ）、儲宮・儲君（ちょっきゅう・もうけのきみ）、儲王（ちょおう）、帝儲、皇儲、皇継、または元子、太子などと呼ばれてきた。

### 現代における公務・活動
- 儀式・行事[31]
  - 歳旦祭の儀
  - 新年祝賀の儀
  - 新年一般参賀
  - 元始祭の儀
  - 昭和天皇祭皇霊殿の儀
  - 昭和天皇祭御神楽の儀
  - 講書始の儀
  - 歌会始の儀
  - 孝明天皇例祭の儀
  - 祈年祭の儀
  - 春季皇霊祭の儀
  - 神殿祭の儀
  - 神武天皇祭皇霊殿の儀
  - 皇霊殿御神楽の儀
  - 秋季皇霊祭の儀・秋季神殿祭の儀
  - 新嘗祭神嘉殿の儀
  - 天長祭の儀
  - 大正天皇例祭の儀
- 臨席（開会式・研究センター・サミット）
  - 青少年読書感想文全国コンクール表彰式及び同パーティー
    - 八大行啓
      - 国民体育大会冬季大会開会式
      - 献血運動推進全国大会
      - 全国“みどりの愛護”のつどい
      - 全国高等学校総合体育大会
      - 全国農業青年交換大会
      - 全国障害者スポーツ大会
      - 全国育樹祭
      - 国民文化祭
- 賢所御神楽の儀
- 国賓・公賓等外国からの賓客の訪日の歓迎行事・宮中午餐・宮中晩餐等
- 会釈（勤労奉仕団・人事異動者）
- 園遊会
- 接見
  - 事務総長
  - 外国へ赴任する日本大使夫妻
  - 離任の駐日大使夫妻始め内外の要人
  - 外国から来日中の研修団
  - 国内の青少年の代表団
  - 受賞者
- ご覧・鑑賞（記念展・演奏会・美術館）
- 聴取・午餐・晩餐・茶会・昼食（総務大臣・各国首脳夫妻・国務大臣・知事・等）
- 講義（大学授業）
- 外国訪問（国際親善・結婚式・即位式・戴冠式・葬儀等）
- 視察・行啓（地方事情・企業・博物館・研究所）
- 国事行為臨時代行
- 進講
- 研究活動

### 歴史
「皇太子」の語や概念がいつ成立したのか、また最初の皇太子が誰であるか等については議論がある。なお、『日本書紀』に最初に「太子」「皇太子」の語が登場するのは巻第三の神武天皇紀である。

#### 研究史

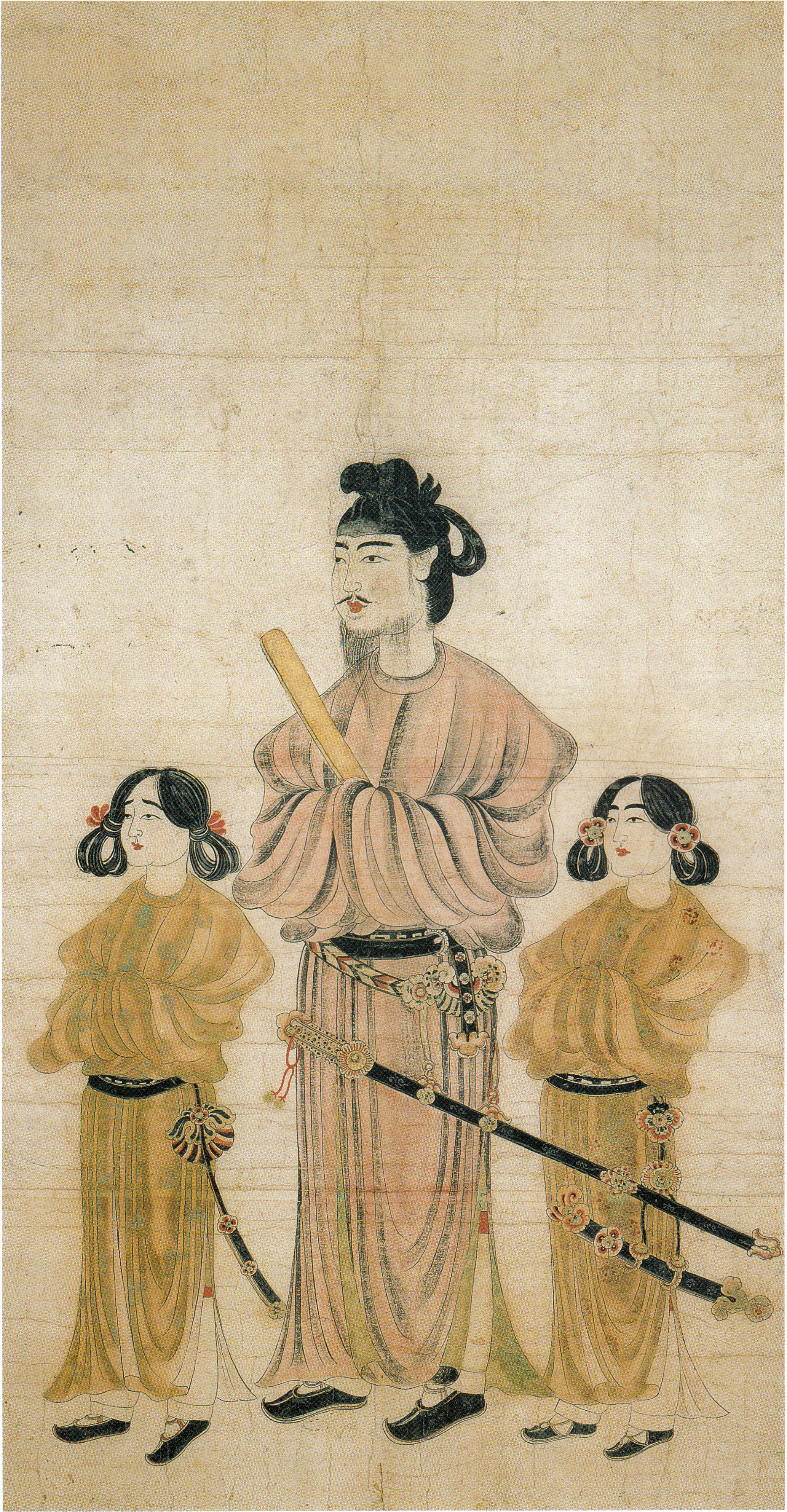
「最初の皇太子」の説がある厩戸皇子。聖徳太子二王子像

江戸時代の国学者本居宣長は、『古事記』中景行天皇に関する「三王負太子之名」の記述について、自著『古事記伝』で、中国の皇太子と異なり、日本の「日嗣御子」（ひつぎのみこ）が一人に限定されなかったことを強調している。本居宣長は、その日嗣御子の要件について、皇子たちの長幼の順ではなく、天皇の「大御心」に叶うことにあると考えた。
第二次世界大戦前の皇太子研究である家永三郎の論文が、後の研究の基礎となっている ものの、当時の皇室典範(いわゆる旧皇室典範)を正当化する時代的制約のもとにあったことに留意が必要である。家永は、聖徳太子（厩戸皇子）が『日本書紀』で「摂政」とされたことについて、後代の摂政と異なり、独立した権能を意味せず、「皇太子たる地位の属性」に留まるとした。そして、推古天皇の時代（推古朝）に貴族階級からの国政処理機能を皇室に回収する一方、天皇の超責任的地位を維持するため、「皇太子摂政」という政治形態が生まれたとした。法隆寺金堂薬師如来像光背銘に聖徳太子を指した「太子」「東宮聖王」の記載があることから、家永は聖徳太子が「立太子の確証せられる」最初の例であると結論付けた。家永は、皇太子摂政はその後も展開したと論じ、その内容は戦後も批判的に継承された。
戦後の皇太子研究において、井上光貞により律令制以前の王位継承の原理として「大兄制」が提唱されたが、論争がある。「大兄」は一義的には「長子」の意であるが、様々な用例により、皇太子制の先駆的制度であると考えられた。しかし、井上自身が掲げた、「大兄制」に関連する古代の皇子たち七例のうち即位したのはわずかに三例である 等、批判的な見解もある。

#### 古墳時代
第15代応神天皇から第16代仁徳天皇へは、仁徳天皇の異母兄弟が相次いで殺害または自殺した上で皇位が継承されている。
第17代履中天皇、第18代反正天皇、第19代允恭天皇は典型的な兄弟継承の時代とされる。履中天皇の同母弟住吉仲皇子は、仁徳天皇の崩御後に兄に対し叛乱を起こしており、これは「長子であること」が即位の絶対条件となっていなかったことを示唆する。反正天皇の崩御後、群卿らの協議により雄朝津間稚子宿禰皇子が、大草香皇子より年長であることを理由に允恭天皇として即位する。
允恭天皇の崩御後、第一皇子の木梨軽皇子は素行が悪かったので国人から謗られ、群臣は従わなかったため、第二皇子の穴穂皇子が推挙され第20代安康天皇となった。継承者争いに敗れた木梨軽皇子は自死あるいは流刑となった。
その後、安康天皇が眉輪王に殺害されたことに端を発し、大泊瀬稚武皇子は同母兄・従弟らを粛清し、第21代雄略天皇として即位した。雄略天皇の第三皇子白髪皇子が後継者に定められ、第22代清寧天皇として即位する際に、異母兄星川稚宮皇子が叛乱を起こした。
清寧天皇は嗣子無く崩御したため、又従弟にあたる億計王と弘計王の兄弟が迎えられて相互に位を譲りあい、弟の弘計王が第23代顕宗天皇に、兄の億計王が第24代仁賢天皇となった。ここに、異例の「同母弟→同母兄」の継承が行われた。顕宗天皇に嗣子が無かったこともあり、仁賢天皇の崩御後は、ただ一人の男子である小泊瀬稚鷦鷯尊が第25代武烈天皇となった。
こうして、兄弟継承を伏線としながら「応神→仁徳→履中→市辺押磐皇子→仁賢→武烈」という「長子を要件とした皇統」を見出すことができる。

#### 飛鳥時代
第26代継体天皇以降は、同母兄弟間の殺戮が起きておらず、また兄弟継承も第27代安閑天皇→第28代宣化天皇、第38代天智天皇→天武天皇の二例しか実現していない。この兄弟継承は、共に内乱を伴っている。しかし、古墳時代とは背後の諸条件が異なるため、旧来の皇位継承の再生・復活とは考えられていない。これら同母兄弟間から異母兄弟間の継承への移行は、古墳時代における皇位継承の不安定さを回避する目的で作り上げられた規制であると考えられている。皇位の「兄弟相承」に対し「直系相承」は未成熟であり、長子優先の原則も未だ絶対基準とはなっていない。
この時代には女性天皇（女帝）も出現し、中継ぎとして直系相承を維持するために生まれた一面があると考えられているが、旧来の原理を大きく覆すには至っていないと評価されている。
皇極天皇4年6月12日（645年7月10日）、中大兄皇子（葛城皇子）は、乙巳の変により重臣蘇我入鹿を暗殺した。第35代皇極天皇は、中大兄皇子への譲位を企図したが、入鹿が擁立しようとしていた古人大兄皇子（中大兄皇子から見て異母兄）と軽皇子（中大兄皇子から見て舅）の存在を考慮し、軽皇子が第36代孝徳天皇となった。このとき、孝徳天皇は古人大兄皇子が「（舒明）天皇の所生」かつ「年長」であることを理由に即位を固辞していた。孝徳天皇自身は「（皇極）天皇の同母弟」でしかなく、即位理由は不安定なものだった。
中大兄皇子は、同年9月に古人大兄皇子を殺害する。中大兄皇子は、有力な対抗者を欠く状態となった。さらに「（孝徳）天皇の所生」である有間皇子も、斉明天皇4年（658年）に謀反を計画したとして殺害された。中大兄皇子は、母皇極/斉明天皇の崩御後、称制を経て、第38代天智天皇として即位した。

#### 「皇太子制」の成立
天智天皇10年（671年）、第39代天智天皇は息子である大友皇子を、日本固有の新たな制度である太政大臣に就任させた。これは、母親の身分が低く、これ以前の制度のままでは天皇位に就けない大友皇子の、次期皇位継承者としての体制を固めるために必要な措置として生み出された制度と考えられている。すなわち、皇族中の有力者が、太政大臣という「地位による裏付け」によって天皇位に就く「意図を貫く」点において、旧来の特定の地位を必要としない状況とは明らかに異なる。早川庄八は、この制度を「近江令に基づいた官制ではなく、天智の出した単行法」との見解を示している。また家永三郎は、太政大臣の職権が「従来皇太子の任とされていた万機摂行」に他ならないと述べ、皇太子とは両立し得ないとした。『懐風藻』において、大友皇子は「淡海朝皇太子」とした上で、太政大臣拝命と、時期を明確にせず皇太子に立てられたことが記されている。
同年9月（671年10月）、天智天皇が病に伏し同母弟大海人皇子に後事を託そうとしたが、大海人皇子は皇后倭姫王と大友皇子が執政するように勧めて、自身は出家して吉野に下った。この部分は、日本書紀の巻第27天智天皇記、巻第28天武天皇記に記されているが、天武天皇記では「東宮」大海人皇子が大友皇子を「儲君」するよう辞譲しているのに対し、天智天皇記では辞譲に触れていない。荒木敏夫は、中国大陸における概念に沿えば、君主の病床下でその権力の代行するのは皇太子の務めであり、この理解の下で天武天皇記の記述があるとしている。ただし、大海人皇子の「立太子」については、日本書紀における矛盾した記述から、坂本太郎や青木和夫により否定的見解がある。
天智天皇の崩御後、大友皇子と大海人皇子は壬申の乱によって争い、その結果、大海人皇子が第40代天武天皇として即位した。
天武天皇12年（683年）には、天武天皇と早世した大田皇女（持統天皇の同母姉）の息子である大津皇子が「聴朝政」を始めると記録があるが、これは太政大臣への就任とは考えられていない。早川は「制度としての太政大臣」の地位が存在していなかったとの見解を示している。
ところが、天武天皇14年（685年）1月、天武天皇とその皇后であった持統天皇の皇子である草壁皇子は、新たな皇親冠位制（冠位四十八階）において、浄広壱に叙された。これは、大津皇子の浄大弐、皇子中の最年長者で壬申の乱の功労者でもある高市皇子の浄広弐等よりも上位であり、草壁皇子が冠位の筆頭に位置付けられたものである。すなわち、皇族の序列化であり、飛鳥浄御原令の成立過程（ただし、完成に前に天武天皇が崩御）に皇太子制の成立を見ることが出来る。
しかし、草壁皇子が即位せずに薨去すると、持統天皇の下で高市皇子が太政大臣に就き、さらに持統天皇10年（696年）7月10日に高市皇子が薨去した。家永三郎の提唱する「皇太子摂政」の概念では、高市皇子は皇太子と太政大臣を兼ねており、これは皇太子摂政の政治形態が「太政大臣なる官制の出現によって克服された」ことを意味するとされる。なお、高市皇子の子である長屋王（皇孫）を「長屋”親王”」と記した木簡が発掘されており、『日本書紀』や『万葉集』で「後皇子尊」と称されたことから、高市皇子の地位を巡っても諸説ある。
いずれにせよ高市皇子の薨去に伴い、次期後継者を巡る紛争が起こる。これは天皇位ではなく皇太子位を巡る、史上初の紛争にあたる。この時の様子は、『懐風藻』に記されている。結局、翌持統天皇11年2月16日（697年3月13日）に草壁皇子の息子（＝持統天皇の孫）である珂瑠皇子が立太子され、同年8月1日（697年8月22日）に若干15歳で即位し第42代文武天皇となった。ここに、史上初の皇太子を経て即位した天皇が誕生したとされ、後代の皇位継承を大きく規定した点で画期的なことであった。珂瑠皇子と、その息子の首皇子（聖武天皇）は、皇位継承者として明らかに差別化した扱いを受けており、律令制下における皇太子制の確立が、以後の政治課題となった。
また、慶雲4年（707年）に文武天皇が若くして崩御すると、当時7歳の首皇子（聖武天皇）の即位までの中継ぎとして、文武天皇の母元明天皇と同母姉元正天皇が即位した。元明天皇の在位中に首皇子は立太子された（時期は諸説あり）が、即位は先延ばしになり、元正天皇が次期天皇となった。これは、皇太子の地位が、次期天皇になるための必須の地位として、古代の支配者階級にとって未だ認識されていなかったことを意味する。成立当初の皇太子位は、文武天皇の系譜を維持することを目的とするかのように、聖武天皇の息子である基皇子は生後わずか32日で立太子された（その後、生後1年に満たずに夭折した）。
基皇子の薨去後、長屋王の変により、嫡流に近い血統と政治的実権を持つ長屋王が失脚・自害すると、藤原家の光明子（安宿媛）の立后が実現し、史上初の皇族出身以外の皇后が誕生した。この際、『後日本記』によれば、聖武天皇は光明子が「皇太子の母」であったことを立后の理由として宣言した。
後継者となる皇子のいない聖武天皇は、天平10年（738年）に阿部内親王を皇太子とした。先の元正天皇は、未婚で皇后・母后でもなく、また立太子されることも無かったため、草壁皇子と元明天皇の「皇女である」以外の皇位継承理由は無かった。しかし、聖武天皇の皇女である阿部内親王は、立太子を経て、即位しており、この頃までに皇太子が次期天皇である認識が確立され、また「次期皇位継承者の存在を明示する儀礼」として立太子礼も整備された。ただし、女子である阿部内親王の立太子は、先述（→#孝謙・称徳天皇（阿部内親王））の通り、前例に反していることから強い反発を生み、天平12年（740年）の藤原広嗣の乱や天平勝宝9歳(757年)の橘奈良麻呂の乱の遠因となった。
なお、発掘調査では、2014年（平成26年）2月に奈良文化財研究所（奈文研）が実施した平城宮跡東側の発掘調査で、「二人皇」と「太子」の文字が書かれた木簡の削り屑が全国で初めて発見された。木目の状態などから元は同じ木簡に書かれ、本来は「皇太子」と書かれていたとみられる。また、同じく発見された他の木簡には「養老7年」（＝西暦723年）「神亀元年」（＝西暦724年）と読める文字もあったことから、この「皇太子」は首皇子（後の聖武天皇）を指すとみられる。調査した史料研究室長の渡辺晃宏は「『二人』は首皇子の警護の人数を示していると考えられる。」としている。
宝亀7年（776年）には皇太子である山部親王のために護衛として帯刀舎人が置かれた。

#### 「皇子宮」から「春宮」「東宮」へ
7世紀後半の天武天皇、続く持統天皇の時代（天武・持統期）には、皇子の居所は天皇の居所と異なり「地名＋宮」「人名＋宮」と表記されており、「皇子宮」（みこのみや）は、当時の皇子の一般的な居住形態であった。壬申の乱において、天武天皇（即位前：大海人皇子）に出仕し強い臣従関係で結ばれた舎人の果たした役割は大きく、乱後に即位した天武天皇は、それぞれの皇子に対してでなく天皇への集権的な臣従の強化を図り、新たな舎人制度が成立した。さらに持統天皇は、藤原京の造営により皇族にも、都の中への宅地を強制した。この政策の本質は、旧来の居住制の変更と天皇への臣従を強化することであった。やがて、皇子の居所は「家」「宅」「第」と称されるようになり、「宮」は皇親への尊称に変化していった。
「皇子宮」が衰退・変容していく中、8世紀半ばに施行された養老律令では、次期天皇である皇太子の家政機関である春宮坊（とうぐうぼう、みこのみやのつかさ）は、太政官による直接の統制を受けた。皇太子の居所である「東宮」の訓は、『日本書紀』に「ひつぎのみや」の例があるが、東宮職員令をはじめとする文献資料では、多くの場合「みこのみや」と訓んでいる。この事実から、皇子宮の退転に伴う転化発展により、東宮機構が成立したと考えられている。
後代には、皇太子は、東宮、春宮、と表記され、「とうぐう」「ひつぎのみこ」「はるのみや」などと読まれた。いずれも、「皇太子の居住する宮殿」の意となる。

#### 廃太子
第46代孝謙天皇から第54代仁明天皇までの約1世紀の間（奈良後期～平安初期）に、皇太子の地位を剥奪された「廃太子」が5件（5名）集中的に発生している。この時期には、天皇の即位と近い時期に立太子が行われていることが特徴である。これは、第41代持統天皇以来の皇太子空位による古代貴族間の権力闘争を防ぐ対応策であると考えられている。
しかし、道祖王が同性愛や機密漏洩等の不行跡を理由として史上初めて廃太子された ことにより、立太子後も皇太子位の廃黜を可能にする段階が到来した。
その一方で、平安時代初期の高岳親王以降、廃太子にされた者が幽閉もしくは処刑された例はみられなくなる。これは皇族身分に対する考え方の変化（譲位の発生、親王宣下や臣籍降下の導入による身分変動の恒常化）によって廃太子も特定皇族に対する「身分」から現象として捉えられるようになり、廃太子された者も一般の親王として扱われるようになったことによる。

#### 継承の例
南北朝時代から江戸時代中期にかけては、次期皇位継承者が決定されている場合であっても、「皇太子」にならないこともあった。これは、当時の皇室の財政難などにより、立太子礼が行えなかったためである。通例であれば、次期皇位承継者が決定されると同時に、もしくは日を改めて速やかに立太子礼が開かれ、次期皇位継承者は皇太子になる。しかし、立太子礼を経ない場合には、「皇太子」ではなく、「儲君（ちょくん、もうけのきみ）」と呼ばれた。
南北朝時代において、南朝では最後まで曲がりなりにも立太子礼が行われてきたとされている。これに対して、北朝においては、後光厳天皇から南北朝合一を遂げた遙か後の霊元天皇に至るまで、300年以上に亘って立太子を経ない儲君が皇位に就いている。立太子礼が復活した後も、儲君治定から立太子礼まで1年から数年の期間があり、江戸時代では実質儲君治定が次期皇位承継者の決定であった。
2019年（令和元年）5月1日現在、皇太子以外の皇嗣（先帝とは2親等以上離れた続柄にあたる皇族）が皇位を継承したのは、1779年（安永8年）に第118代後桃園天皇が嗣子なく 崩御したことに伴い、その傍系にあたる閑院宮（直仁親王が創設）から践祚した兼仁親王（第119代光格天皇）が最後である。
光格天皇の皇子恵仁親王（仁孝天皇）から第126代徳仁までの歴代天皇は全て皇太子（光格天皇の直系子孫） によって皇位が継承され、この皇統が現在の皇室に連なっている。

### 立太子の礼

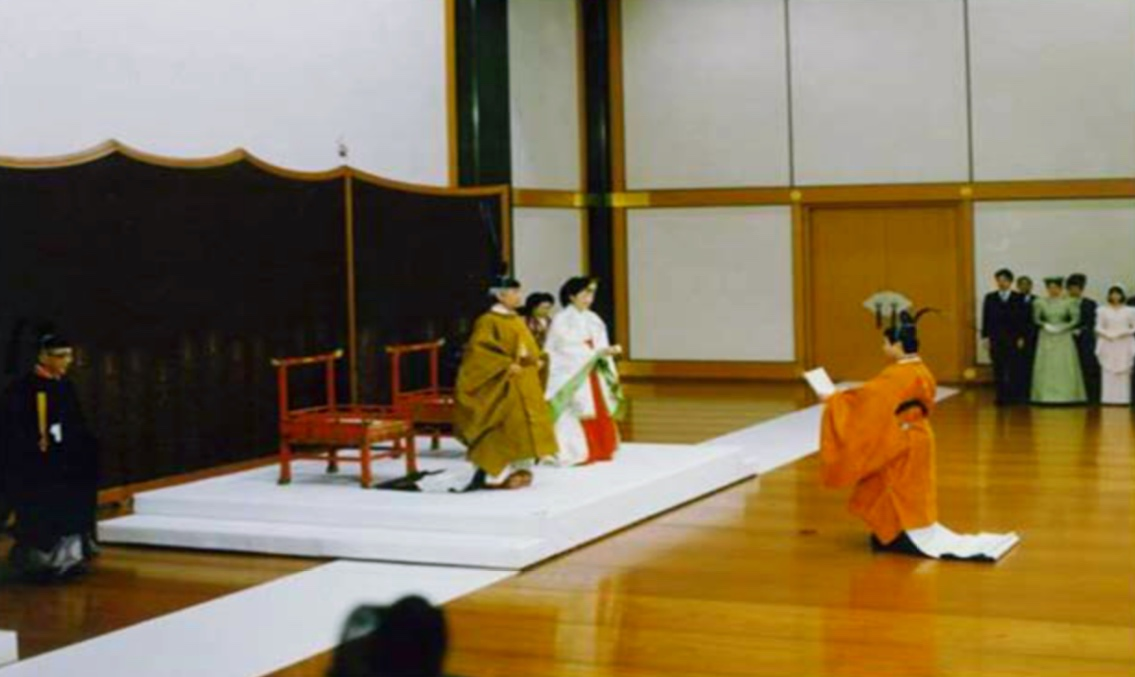
徳仁親王（当時）の立太子の礼
1991年（平成3年）2月23日

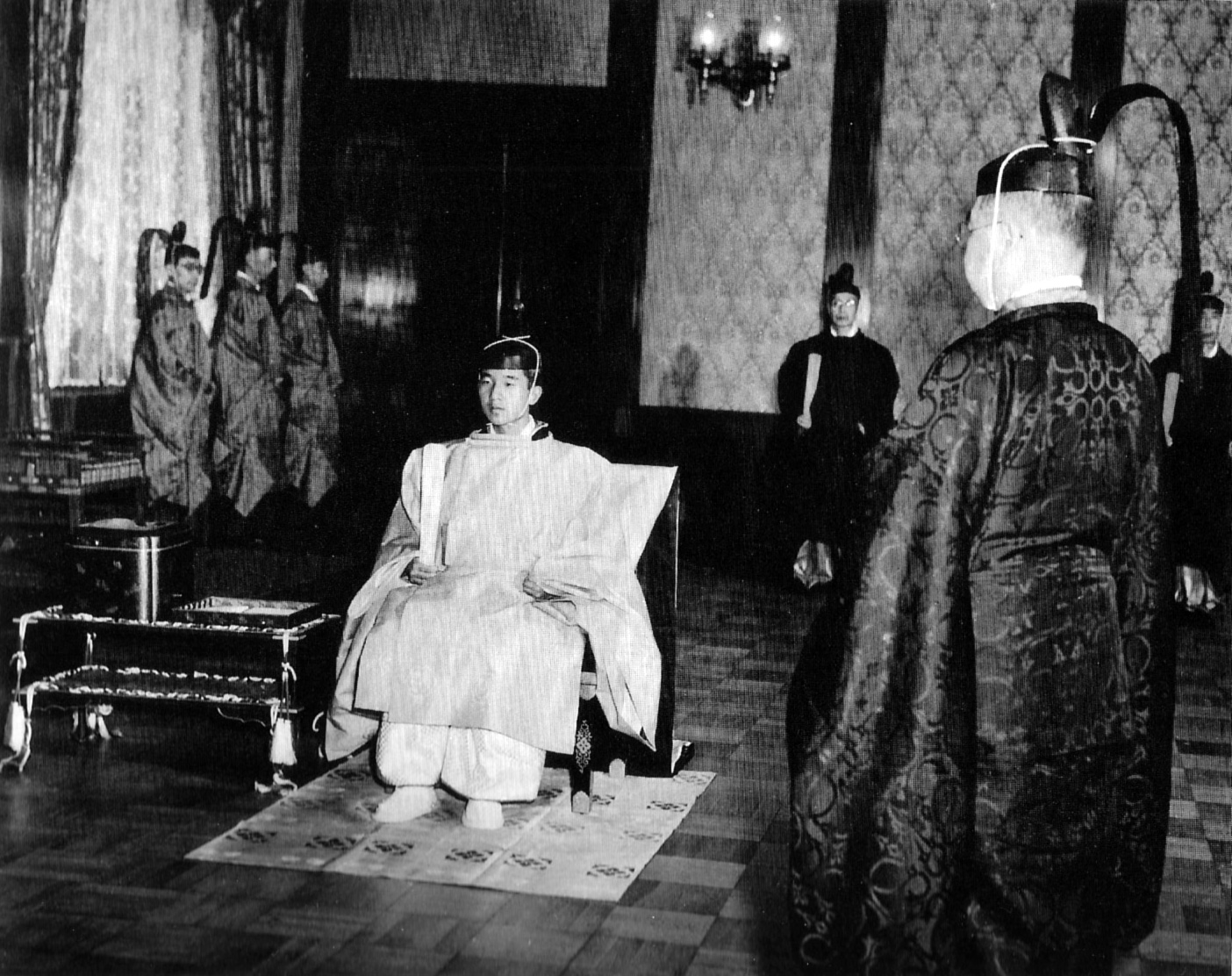
1952年（昭和27年）、立太子の礼を行う明仁親王（当時）

皇室典範制定以前と異なり、立太子の礼自体は皇太子の地位の要件ではない。立太子の礼は、天皇における即位の礼と同様、内外に地位を宣明するための儀式である。かつては、幼少の儲君の立太子の礼も行われた。これに対して、現皇室典範制定後は、皇太子の成年を待って立太子の礼を行う。皇太子、皇太孫の成年は18歳とされている（旧典範13条、現典範22条）。
旧皇室典範の下では、立太子の礼は2回行われた。
- 明宮嘉仁親王：1889年（明治22年）11月3日
- 迪宮裕仁親王：1916年（大正5年）11月3日

現皇室典範の施行後は、立太子の礼は2回行われている。
- 継宮明仁親王：1952年（昭和27年）11月10日
- 浩宮徳仁親王：1991年（平成3年）2月23日

### 皇太弟・皇太甥
次期皇位継承者が在位中の天皇から見て何も傍系であり、弟である場合は皇太弟（こうたいてい）、甥（弟の男子）である場合は皇太甥（こうたいせい）と呼ばれる事例がある。院政期においては皇太子の称号は父権の存在を意味した。今鏡には、第75代崇徳天皇が父親である鳥羽上皇に譲位を要請されたことに従って弟宮である躰仁親王（のち第76代近衛天皇）を後継に立てたが、立太子の際に躰仁親王が皇太子ではなく「皇太弟」の立場で立てられたことにより、譲位後の崇徳上皇が近衛天皇に対する父権を行使できず、院政を行うことができなかったと言う記述がある。
江戸時代までは、次期皇位継承者が確定した時点等において立太子の礼を行い、その方に皇太子の身分を授けることが通例であり、称号については、今上天皇の子である場合だけでなく、兄弟やその他の親族である場合も、「皇太子」と称されることが大半であった。なお、弟宮が次期皇位継承者とされた例は18例あるが、このうち天皇によって称号が「皇太弟」と定められたことが明らかな例は3例のみであるとされる。
現在、皇室典範・皇室経済法には皇太弟や皇太甥などに関する記載はない。仮に皇位継承順第1位の者が在位中の天皇の弟または甥の場合、東宮職員、今まで皇太子の執り行ってきた公務の引き継ぎ、内廷皇族と宮家皇族で相当に差のでる内廷費・宮廷費などの諸費用をどうするのかという問題が懸念されていた。
令和時代においては、第125代天皇明仁の退位に際する特例法である、天皇の退位等に関する皇室典範特例法第5条により秋篠宮文仁親王は「皇嗣」として、皇室典範における皇太子と同様に扱われることとされた。同法附則第6条により皇族費が増額され、同法附則第11条により東宮職に代わって皇嗣職の新設が規定されている。

### 歴代皇太子
先述の通り、日本における「皇太子」及びその前身となる概念がいつ頃成立・確立したかについては様々な議論がある。以下には、日本書紀の記載と、1981年（昭和56年）の書籍及びその後の皇位継承に基づく歴代皇太子を挙げる。
| 皇太子                 | 読み                         | 天皇から 見た続柄 | 立太子       | 備考                           |
| ---------------------- | ---------------------------- | ----------------- | ------------ | ------------------------------ |
| 神渟名川耳皇子         | かんぬなかわみみ             | 子                | 神武天皇42年 |                                |
| 磯城津彦玉手看皇子     | しきつひこたまてみ           | 子                | 綏靖天皇25年 |                                |
| 大日本彦耜友皇子       | おおやまとひこすきとも       | 子                | 安寧天皇11年 |                                |
| 観松彦香殖稲皇子       | みまつひこかえしね           | 子                | 懿徳天皇22年 |                                |
| 日本足彦国押人皇子     | やまとたらしひこくにおしひと | 子                | 孝昭天皇68年 |                                |
| 大日本根子彦太瓊皇子   | おおやまとねこひこふとに     | 子                | 孝安天皇76年 |                                |
| 大日本根子彦国牽皇子   | おおやまとねこひこくにくる   | 子                | 孝霊天皇36年 |                                |
| 稚日本根子彦大日日皇子 | わかやまとねこひこおおひひ   | 子                | 孝元天皇22年 |                                |
| 御間城入彦皇子         | みまきいりひこ               | 子                | 開化天皇28年 |                                |
| 活目皇子               | いくめ                       | 子                | 崇神天皇48年 |                                |
| 大足彦皇子             | おおたらしひこ               | 子                | 垂仁天皇37年 |                                |
| 稚足彦皇子             | わかたらしひこ               | 子                | 景行天皇51年 |                                |
| 足仲彦皇子             | たらしなかつひこ             | 子                | 成務天皇48年 |                                |
| 誉田皇子               | ほむた                       | 子                | 神功皇后3年  | [ 注釈 17 ]                    |
| 菟道稚郎子             | うじのわき いらつこ          | 子                | 応神天皇40年 | 辞退 自殺                      |
| 大兄去来穂別皇子       | おおえのいざほわけ           | 子                | 仁徳天皇31年 |                                |
| 瑞歯別皇子             | みつはわけ                   | 弟                | 履中天皇2年  |                                |
| 木梨軽皇子             | きなしの かる                | 子                | 允恭天皇23年 | 廃太子 自殺                    |
| 白髪皇子               | しらか                       | 子                | 雄略天皇22年 |                                |
| 億計王                 | おけ                         | 再従弟            | 清寧天皇3年  | 辞退                           |
| 小泊瀬若鷦鷯皇子       | おはつせのわかささぎ         | 子                | 仁賢天皇7年  |                                |
| 他田皇子               | おさだ                       | 子                | 欽明天皇15年 |                                |
| 厩戸皇子               | うまやど                     | 甥                | 593          | 薨去                           |
| 中大兄皇子             | なかのおおえ                 | 甥→子             | 645          |                                |
| 大海人皇子             | おおあまの                   | 弟                | 668.1.7      | 辞退                           |
| 草壁皇子               | くさかべ                     | 子                | 681.2.25     | 早世                           |
| 軽皇子                 | かる                         | 孫                | 697.2.16     |                                |
| 首皇子                 | おびと                       | 孫→甥             | 714.6.25     |                                |
| 基親王                 | もとい                       | 子                | 727          | 夭逝                           |
| 阿倍内親王             | あべ                         | 子                | 738.1.13     | 現在に至るまで唯一の女性皇太子 |
| 道祖王                 | ふなど                       | 従叔祖父          | 756.5.2      | 廃太子                         |
| 大炊王                 | おおい                       | 従叔祖父          | 757.4.4      |                                |
| 白壁王                 | しらかべ                     | 再従伯祖父        | 770.8.4      |                                |
| 他戸親王               | おさべ                       | 子                | 771.1.23     | 廃太子                         |
| 山部親王               | やまべ                       | 子                | 773.1.2      |                                |
| 早良親王               | さわら                       | 弟                | 781.4.15     | 廃太子                         |
| 安殿親王               | あて                         | 子                | 785.11.25    |                                |
| 神野親王               | かみの                       | 弟                | 806.5.19     |                                |
| 高丘親王               | たかおか                     | 甥                | 809.4.1      | 廃太子                         |
| 大伴親王               | おおとも                     | 弟                | 810.9.13     |                                |
| 正良親王               | まさら                       | 甥                | 823.4.18     |                                |
| 恒貞親王               | つねさだ                     | 従弟              | 833.2.28     | 廃太子                         |
| 道康親王               | みちやす                     | 子                | 842.8.4      |                                |
| 惟仁親王               | これひと                     | 子                | 850.11.25    |                                |
| 貞明親王               | さだあきら                   | 子                | 869.2.1      |                                |
| 定省親王               | さだみ                       | 子                | 887.8.26     |                                |
| 敦仁親王               | あつぎみ                     | 子                | 893.4.2      |                                |
| 保明親王               | やすあきら                   | 子                | 904.2.10     | 早世                           |
| 慶頼王                 | よしより                     | 孫                | 923.4.29     | 早世                           |
| 寛明親王               | ゆたあきら                   | 子                | 925.10.21    |                                |
| 成明親王               | なりあき                     | 弟                | 944.4.22     |                                |
| 憲平親王               | のりひら                     | 子                | 950.7.23     |                                |
| 守平親王               | もりひら                     | 弟                | 967.9.1      |                                |
| 師貞親王               | もろさだ                     | 甥                | 969.8.13     |                                |
| 懐仁親王               | やすひと                     | 従弟              | 984.8.27     |                                |
| 居貞親王               | おきさだ                     | 従兄              | 986.7.16     |                                |
| 敦成親王               | あつひら                     | 従甥              | 1011.6.13    |                                |
| 敦明親王               | あつあきら                   | はとこ            | 1016.1.29    | 辞退                           |
| 敦良親王               | あつよし                     | 弟                | 1017.8.9     |                                |
| 親仁親王               | ちかひと                     | 子                | 1037.8.17    |                                |
| 尊仁親王               | たかひと                     | 弟                | 1045.1.16    |                                |
| 貞仁親王               | さだひと                     | 子                | 1069.4.28    |                                |
| 実仁親王               | さねひと                     | 弟                | 1072.12.8    | 早世                           |
| 善仁親王               | たるひと                     | 子                | 1086.11.26   |                                |
| 宗仁親王               | むねひと                     | 子                | 1103.8.17    |                                |
| 顕仁親王               | あきひと                     | 子                | 1123.1.28    |                                |
| 体仁親王               | なりひと                     | 弟                | 1139.8.17    |                                |
| 守仁親王               | もりひと                     | 子                | 1155.9.23    |                                |
| 憲仁親王               | のりひと                     | 叔父              | 1166.10.10   |                                |
| 言仁親王               | ときひと                     | 子                | 1178.12.15   |                                |
| 尊成親王               | たかなり                     | 子                | 1183.8.20    |                                |
| 守成親王               | もりなり                     | 弟                | 1200.4.15    |                                |
| 懐成親王               | かねなり                     | 子                | 1218.11.26   |                                |
| 秀仁親王               | みつひと                     | 子                | 1231.10.28   |                                |
| 久仁親王               | ひさひと                     | 子                | 1243.8.10    |                                |
| 恒仁親王               | つねひと                     | 弟                | 1258.8.7     |                                |
| 世仁親王               | よひと                       | 子                | 1268.8.25    |                                |
| 熙仁親王               | ひろひと                     | 従兄              | 1277.11.5    |                                |
| 胤仁親王               | たねひと                     | 子                | 1289.4.25    |                                |
| 邦治親王               | くにはる                     | はとこ            | 1298.8.10    |                                |
| 富仁親王               | とみひと                     | はとこ            | 1301.8.24    |                                |
| 尊治親王               | たかはる                     | はとこ            | 1308.9.19    |                                |
| 邦良親王               | くになが                     | 甥                | 1318.3.9     | 早世                           |
| 量仁親王               | かずひと                     | 再従甥            | 1326.7.24    |                                |
| 康仁親王               | やすひと                     | 三従甥            | 1331.11.8    | 廃太子                         |
| 恒良親王               | つねなが                     | 子                | 1334.1.23    | 横死                           |
| 成良親王               | なりなが                     | みいとこ          | 1336.11.14   | 廃太子                         |
| 益仁親王               | ますひと                     | 甥                | 1338.8.13    |                                |
| 義良親王               | のりよし                     | 子                | 1339         |                                |
| 直仁親王               | なおひと                     | 弟                | 1348.10.27   | 廃太子                         |
| 熙成親王               | ひろなり                     | 弟                | 1368         |                                |
| 泰成親王               | やすなり                     | 弟                |              | 廃太子                         |
| 高仁親王               | たかひと                     | 子                |              | 早世                           |
| 朝仁親王               | あさひと                     | 子                | 1683.2.9     |                                |
| 慶仁親王               | やすひと                     | 子                | 1708.2.26    |                                |
| 昭仁親王               | てるひと                     | 子                | 1728.6.11    |                                |
| 遐仁親王               | とおひと                     | 子                | 1747.3.16    |                                |
| 英仁親王               | ひでひと                     | 甥                | 1768.2.19    |                                |
| 温仁親王               | ますひと                     | 子                |              | 夭逝                           |
| 恵仁親王               | あやひと                     | 子                | 1809.3.24    |                                |
| 統仁親王               | おさひと                     | 子                | 1840.3.14    |                                |
| 嘉仁親王               | よしひと                     | 子                | 1889.11.3    |                                |
| 裕仁親王               | ひろひと                     | 子                | 1912.7.30    |                                |
| 明仁親王               | あきひと                     | 子                | 1933.12.23   |                                |
| 徳仁親王               | なるひと                     | 子                | 1989.1.7     |                                |

## 東アジア諸国の皇太子・王太子

### 中国
そもそも太子の語は中国に由来するものであり、王や諸侯の後継者が太子と呼ばれた。史上最初に皇帝を名乗ったのは秦の始皇帝であり、始皇帝の時代には皇子の扶蘇が太子として立てられていたので、史上最初の皇太子（皇帝の太子という意味での）は扶蘇であるということになる。もっとも、始皇帝の没後に趙高らの陰謀で排除されたため、扶蘇は即位していない。
モンゴル帝国の時代には、遊牧民の慣習により、皇帝が皇太子を立てずにクリルタイと呼ばれる諸王の会議で後継者が決められていた。しかし、モンゴルが元と改め、中国の政治制度を積極的に取り入れるようになると、皇太子制となった。絶大な権力を振るうも、父フビライに先立ったチンキムが有名。
基本的には后腹の第1皇子を立太子する。功績抜群なる皇子は太子を立てることもあり（例：唐の玄宗・唐の代宗）、この原因によって派閥抗争が起こる場合もある。嫡出子（皇后の子）が産まれなかった場合、妃嬪所生の第1皇子を立太子するが、その地位が不安定であったため後継者争いが起こる。皇太子が地位に安住して佞臣を近付け修養を怠る、などの弊害がときにみられた。とはいえ、皇帝が絶大な権力を持つ中国において、皇太子を指名しないことはますます派閥抗争の激化などの弊害を招くため、皇太子制は継続されてきた。清の雍正帝はこれらの弊害を正すために太子密建の制を導入し、秘密裏に皇太子を指名して皇帝没後に開封することとした。

### 朝鮮
朝鮮半島においては、高麗のモンゴル干渉期から李氏朝鮮後期まで長らく他国の冊封体制下にあったため、太子の称号が使えず、国王の継承者は「王世子」と呼ばれていた。日清戦争の結果、下関条約が結ばれたことにより清の冊封から外れ、国号を大韓帝国と改めた際に「皇太子」を使うようになった（国王も大韓帝国皇帝となった）。
しかし韓国併合により朝鮮は大日本帝国の領土となり、旧皇帝家は日本の王族となり、旧皇太子は王世子となった（前韓国皇帝ヲ冊シテ王ト為シ皇太子及将来ノ世嗣、太皇帝及各其儷匹ノ称呼ヲ定メ並ニ礼遇ノ件）。

### 琉球
琉球王国においては、王世子は中城間切を領地としたので「中城王子」と称した。

## ヨーロッパ大陸諸国の王太子・皇太子

### 語義
日本語の「（男性の）皇太子」にあたる語は、英語ではCrown Prince、ドイツ語ではKronprinz、スペイン語ではPríncipeである。女性形はそれぞれcrown princess、Kronprinzessin、Príncesaで、これは皇太子の妻にも用いられる。また、君主号が皇帝(emperor)か王(king)かに関らず用いられる。実際にかつてのドイツ帝国などで称号として用いられていた。
スカンディナヴィア諸王国（スウェーデン・デンマーク・ノルウェー）では、特定の儀礼称号は用いられず、皇太子/皇太女（Crown Prince/Princess）の身位が呼称となる。例として、現在のノルウェーの皇太子ホーコンはH.K.H. Kronprins Haakonと呼ばれ、これは英語に訳すとHRH Crown Prince Haakonとなる。
なお、日本のメディアでは、欧州王室の女性王位継承者の身位について、「皇太王女」として表記したことがあるが、先述の通り、外務省では性別を問わず「皇太子」と表記している。

### 特定の儀礼称号を後継者に用いる例
ローマ帝国においては、皇帝は建前上世襲ではなく、「元老院、ローマ市民の代表者」とされていたため、皇太子にあたる地位はなかった。神聖ローマ帝国においても、もとは選挙王制であり、建前上必ずしも世襲ではなかった。ただし、ハプスブルク家が帝位を独占した後には、次期皇帝としての「ローマ人の王（Rex Romanorum）」の称号を自家の後継者に与えることで、帝位の事実上の世襲を維持した。これとは異なる称号であるが、フランス第一帝政のナポレオン1世も後継者ナポレオン2世を「ローマの王」に任命している。フランス帝政の影響で神聖ローマ帝国が解体し、ハプスブルク家領に世襲制のオーストリア帝国が成立すると、皇帝の後継者たる男子の公式の呼称が皇太子（Kronprinz）となった。サラエボ事件で知られるオーストリア＝ハンガリー帝国のフランツ・フェルディナント大公は、事実上の皇太子であったが、傍系であることや貴賤結婚によりその子孫には皇位継承権が許されなかったなどの事情から、皇太子とはあまり呼ばれず、皇位継承者（Thronfolger）と呼称された。
ロシア帝国では、皇太子に対して「皇帝（ツァーリ）の息子」という意味の語である「ツァレーヴィチ（царевич）」「ツェサレーヴィチ（цесаревич）」という呼称が用いられた。
イギリスでは、法定推定相続人にプリンス・オブ・ウェールズ（Prince of Wales）の称号を与えて立太子をした。元々はウェールズの君主という意味の称号であるが、1301年、エドワード1世がウェールズ人の反乱を抑えるため後継者にこの称号を与えて以降、皇太子の称号となった。
革命勃発による共和制移行以前のフランス王国では世継ぎに「ドーファン（dauphin）」の称号が与えられていた。元々はフランス南東部のドーフィネ（Dauphiné）地方の領主の称号であったが、1349年に同地方を皇太子領に定めて以降、皇太子の称号となった。
このほか、以下のように、現存するくつかのヨーロッパの君主の法定推定相続人）には、爵位の形式による特定の儀礼称号が与えられるため、日本の報道などでは、これらの称号を皇太子と意訳している。
- イギリス - ウェールズ公（Prince of Wales）
- オランダ - オラニエ公（Prins/Prinses van Oranje）
- スペイン - アストゥリアス公（Príncipe/Príncesa de Asturias）（推定相続人にも与えられる）
- ベルギー - ブラバント公（Duc/Duchesse de Brabant）

### 近年の王太女たち
1980年のスウェーデンを初めとして近年のヨーロッパ諸国では、後継者問題や女性の地位向上などに伴い、継承順位を男女に係らず長子優先と転換する国が多く現れたため、これに伴い女性の王太子（王太女）も増加した。2019年5月現在、
- オランダ - カタリナ＝アマリア（オラニエ女公）
- スウェーデン - ヴィクトリア
- スペイン - レオノール（アストゥリアス女公）
- ベルギー - エリザベート（ブラバント女公）

の4名がいる。なお、原語では、王太女と王太子の妃は同じ呼称（例：Crown Princess）となるが、王太女の夫は王太子と同じ呼称を与えられない。例えば、スウェーデンのヴィクトリア王女の夫ダニエルは、Kronprins(王太子、王太女の夫)ではなく、単にPrins(王子、王女の夫)を名乗っている。

## サウジアラビアの王太子
一夫多妻制により、初代国王のアブドゥルアズィーズ・イブン＝サウードには王位継承権を持つ男子が35人いたため、第2代国王のサウード・ビン・アブドゥルアズィーズから第7代国王のサルマーン・ビン・アブドゥルアズィーズまでの国王と、第7代国王の治世で最初の次期王位継承者となったムクリン・ビン・アブドゥルアズィーズまでの代々の王位継承者は初代国王の実子の異母・同母兄弟であり、王位継承順は兄から弟へと継がれてきた。しかし日本の外務省は、次期王位継承者が国王の弟であっても「王太弟」ではなく一律で「皇太子」と呼称していた。
また、2015年4月29日、サルマーン国王の勅命により異母弟のムクリンが廃太子となり、甥にあたるムハンマド・ビン・ナーイフが次期王位継承者に任命されたが、日本の外務省は同じく「王太甥」ではなく「皇太子」として呼称しており、国王の続柄と関係なく次期王位継承者を一律に「皇太子」と呼称している。
2017年6月21日、サルマーン国王の勅命により甥のナーイフが王太子から解任され、実子のムハンマド・ビン・サルマーンが王太子に任命された。これにより後に第2代国王となるサウードが1933年に王太子に就任して以来84年ぶりに国王の実子が王太子を務めることになった。
なお、サウジアラビアでは、2014年に王位継承順第2位の者の地位と称号が設けられ、ムクリン、ナーイフ、ムハンマドがその地位を継いで来たが、日本語ではこれを「副皇太子」、英語では「Deputy crown prince」と呼称している。2017年6月21日にムハンマド・ビン・サルマーンが副王太子から王太子に昇格したことで、以降は副王太子が空位となっている。